# Villasbuenas de Gata
Villasbuenas de Gata (extremadurai nyelven Villas-Güenas) település Spanyolországban, Cáceres tartományban. Villasbuenas de Gata Acebo, Gata, Torre de Don Miguel, Santibáñez el Alto és Perales del Puerto községekkel határos. Lakosainak száma 510 fő (2024).

## Népesség
A település népessége az elmúlt években az alábbi módon változott:
| Lakosok száma | 503  | 495  | 491  | 456  | 450  | 392  | 370  | 354  | 388  | 510  |
|               | 2001 | 2004 | 2006 | 2009 | 2011 | 2014 | 2016 | 2019 | 2021 | 2024 |